# Damir Krstičević
Damir Krstičević (Vergoraz, 1º luglio 1969) è un generale e politico croato, Ministro della difesa e vice primo ministro della Croazia dal 19 ottobre 2016.

## Biografia
Nato a Vergoraz, nella Repubblica Socialista di Croazia, intraprese gli studi militari che lo portarono prima a Sarajevo, dove concluse gli anni di scuola secondaria, per poi laurearsi presso l'Accademia Militare di Belgrado.
Nel 1991 si arruolò nella Guardia nazionale croata, servendo nella 4ª Brigata e raggiungendo il grado di maggiore generale durante la guerra d'indipendenza croata. Al termine della guerra, proseguì i suoi studi presso lo United States Army War College negli Stati Uniti d'America.
Firmò con altri generali una lettera aperta indirizzata al presidente croato Stjepan Mesić, criticando l'approccio di quest'ultimo nei confronti della considerazione della guerra d'indipendenza, venendo costretto, con altri quattro generali, al congedo volontario.
Nel 2007 è sopravvissuto allo schianto di un elicottero a Vukovar, riportando gravi lesioni alla colonna vertebrale.
In seguito alla vittoria dell'Unione Democratica Croata alle elezioni del 2016, Krstičević è stato nominato Ministro della difesa e Vice Primo ministro dal capo del governo Andrej Plenković.
Nel 2018 è stato criticato poiché aveva affermato che l'operazione sacca di Medak, battaglia combattuta durante la guerra d'indipendenza tra croati e serbi, era un'"impresa di cui essere fieri"; la polemica fu suscitata dal fatto che l'operazione finì al centro di un processo per crimini di guerra, che portò alla condanna di alcuni militari croati, tra cui Mirko Norac, condannato per crimini di guerra a 12 anni di detenzione e presente alla cerimonia di commemorazione dell'evento.